# Böcklinstraße 12 (München)

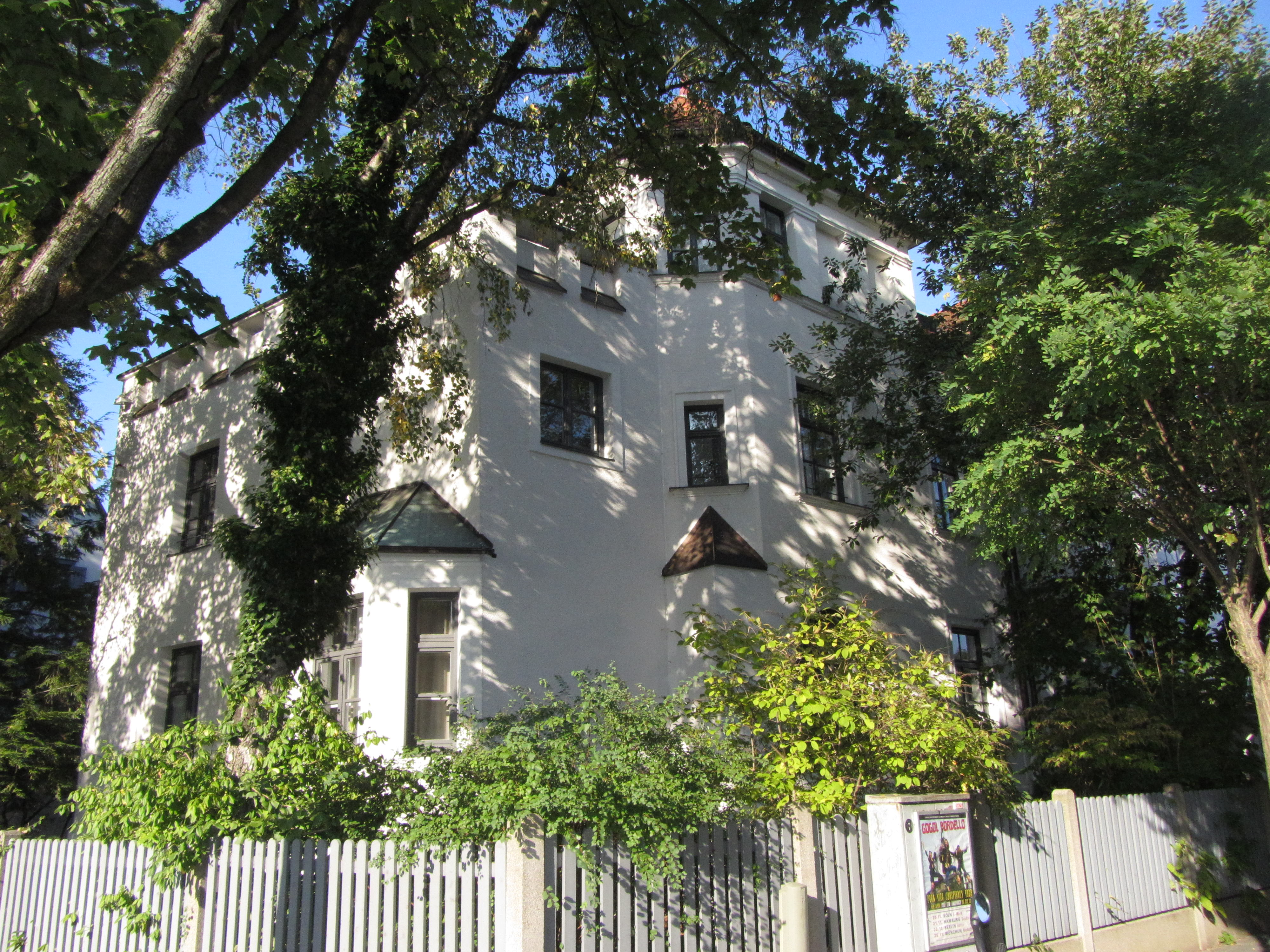
Das Haus Böcklinstraße 12 (Straßenansicht)

Das Haus Böcklinstraße 12 ist eine denkmalgeschützte Villa im Münchner Stadtteil Gern.

## Beschreibung
Das Haus wurde 1895 in der Villenkolonie Gern an der Böcklinstraße in Ecklage an der Kreuzung mit der Malsenstraße im Stil des Historismus errichtet. Ausführende Baufirma war Heilmann & Littmann. 1923 setzte der Architekt Berthold Neubauer einen Anbau hinzu.
Die Villa bildet mit dem Gebäude Malsenstraße 56/58 eine bauliche Gruppe.